# Narycia nephelodes
Narycia nephelodes är en fjärilsart som beskrevs av Edward Meyrick 1893. Narycia nephelodes ingår i släktet Narycia och familjen säckspinnare. Inga underarter finns listade i Catalogue of Life.